# 버진 익스프레스
버진 익스프레스는 벨기에의 항공사이다. 본사는 벨기에 브뤼셀에 위치해 있으며 1996년부터 2006년까지 존재한 항공사로 이후 SN 브뤼셀 항공과 합병해 브뤼셀 항공이 되었다.

## 역사
1996년 설립하였다. 2004년 SN 브뤼셀 항공에 자산을 매각했으며 2006년 합병해 SN 브뤼셀 항공과 브뤼셀 항공이 되었다.

## 같이 보기
- SN 브뤼셀 항공